# Lawrence Picachy
Lawrence Trevor Picachy (Lebong, 7 agosto 1916 – Calcutta, 29 novembre 1992) è stato un cardinale e arcivescovo cattolico indiano.

## Biografia
Papa Paolo VI lo elevò al rango di cardinale nel concistoro del 24 maggio 1976; lo stesso giorno ricevette la berretta cardinalizia ed il titolo del Sacro Cuore di Maria.

## Genealogia episcopale e successione apostolica
La genealogia episcopale è:
- Cardinale Scipione Rebiba
- Cardinale Giulio Antonio Santori
- Cardinale Girolamo Bernerio, O.P.
- Arcivescovo Galeazzo Sanvitale
- Cardinale Ludovico Ludovisi
- Cardinale Luigi Caetani
- Cardinale Ulderico Carpegna
- Cardinale Paluzzo Paluzzi Altieri degli Albertoni
- Papa Benedetto XIII
- Papa Benedetto XIV
- Papa Clemente XIII
- Cardinale Marcantonio Colonna
- Cardinale Giacinto Sigismondo Gerdil, B.
- Cardinale Giulio Maria della Somaglia
- Cardinale Carlo Odescalchi, S.I.
- Cardinale Costantino Patrizi Naro
- Cardinale Lucido Maria Parocchi
- Cardinale Pietro Respighi
- Cardinale Pietro La Fontaine
- Cardinale Celso Benigno Luigi Costantini
- Cardinale James Robert Knox
- Cardinale Lawrence Trevor Picachy, S.I.

La successione apostolica è:
- Vescovo Denzil Reginald D'Souza (1969)
- Vescovo James Anthony Toppo (1971)
- Vescovo Matthew Baroi, S.D.B. (1973)
- Vescovo Linus Nirmal Gomes, S.I. (1977)
- Vescovo Philip Ekka, S.I. (1978)
- Arcivescovo Benedict John Osta, S.I. (1980)
- Vescovo John Baptist Thakur, S.I. (1980)